# Remauville
Remauville ist eine französische Gemeinde im Département Seine-et-Marne in der Region Île-de-France. Sie gehört zum Kanton Nemours im Arrondissement Fontainebleau. Die Bewohner nennen sich Remauvillois oder Remauvilloises.

## Geographie
Sie grenzt im Norden an Nanteau-sur-Lunain, im Nordosten an Paley, im Osten an Lorrez-le-Bocage-Préaux, im Süden an Chaintreaux und im Westen an Poligny. Zu Remauville gehören neben der Hauptsiedlung auch die Weiler Bouchereau und Savigny.

## Bevölkerungsentwicklung
| Jahr      | 1962 | 1968 | 1975 | 1982 | 1990 | 1999 | 2008 | 2013 |
| --------- | ---- | ---- | ---- | ---- | ---- | ---- | ---- | ---- |
| Einwohner | 334  | 314  | 315  | 297  | 335  | 368  | 444  | 471  |

## Sehenswürdigkeiten

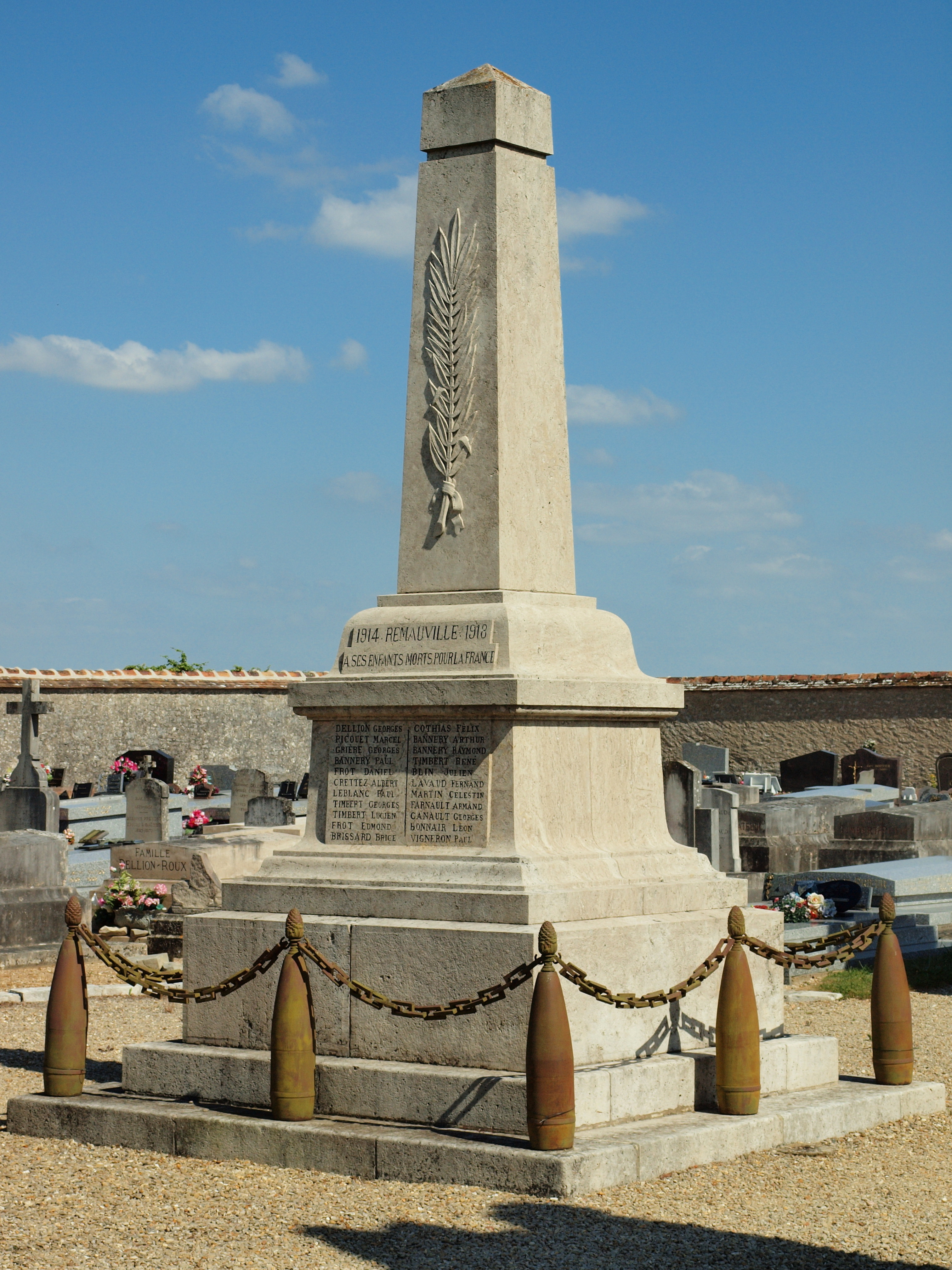
Kriegerdenkmal
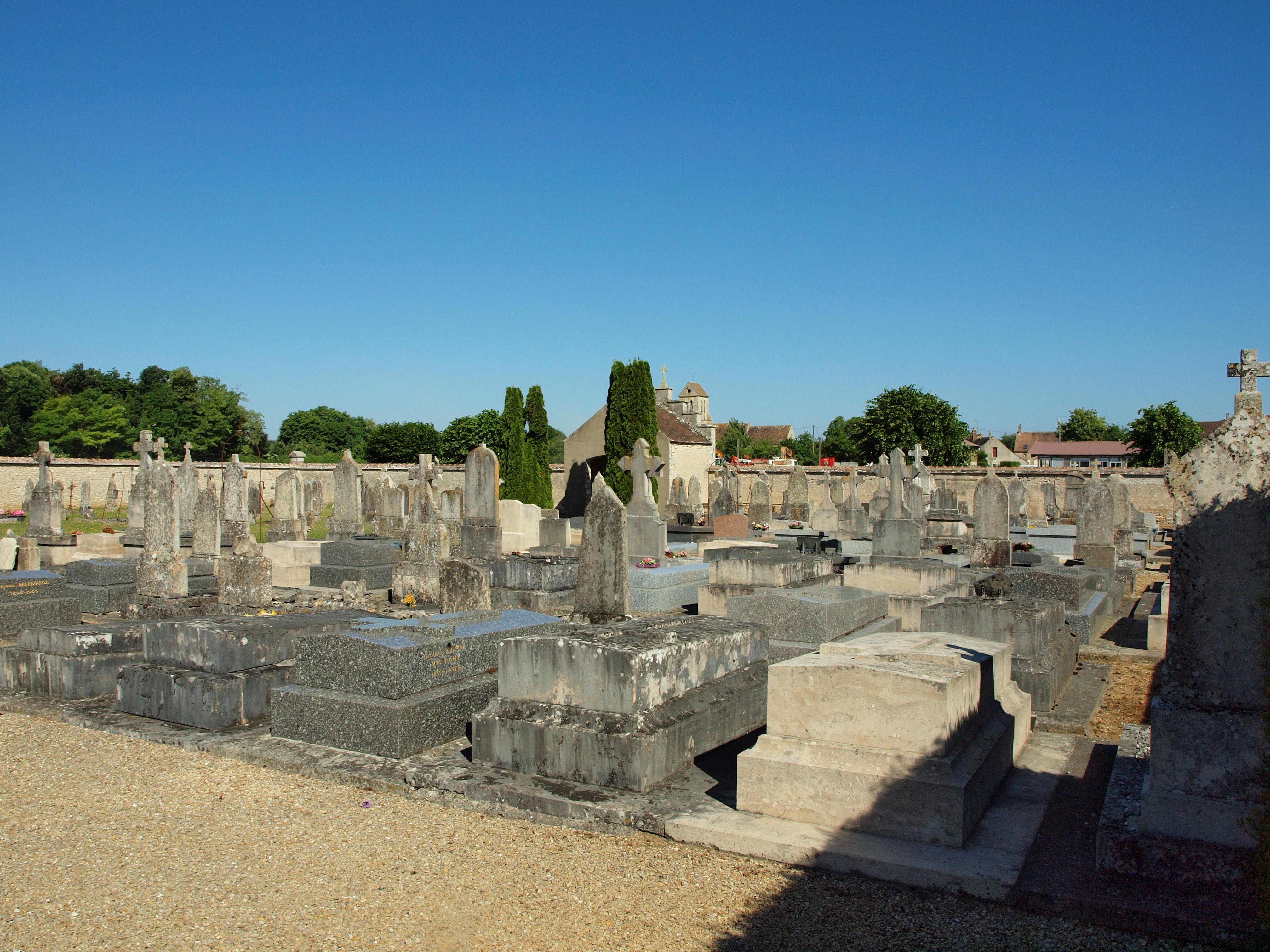
Militärfriedhof

- Soldatenfriedhof
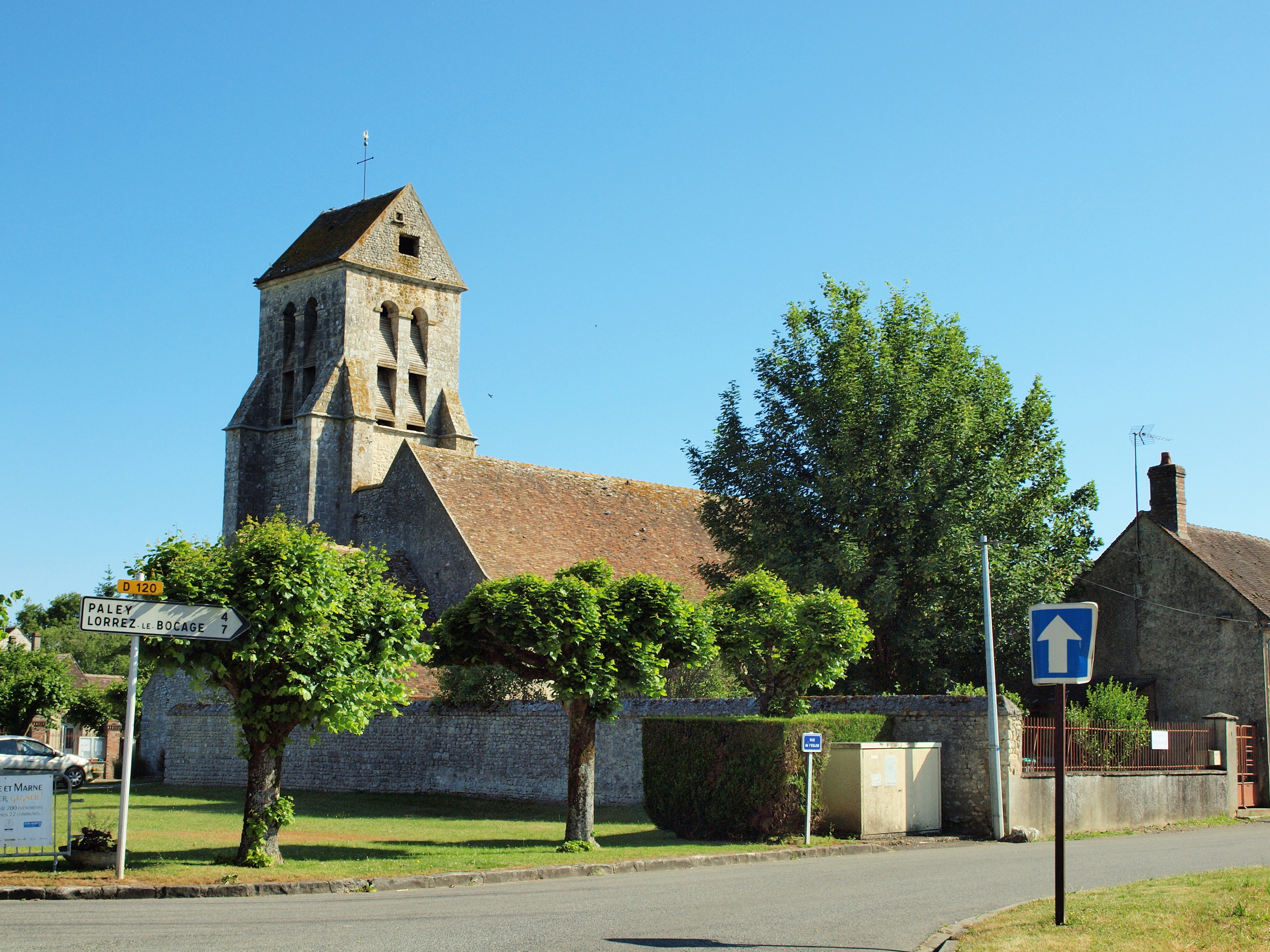
Kirche Saint-Médard
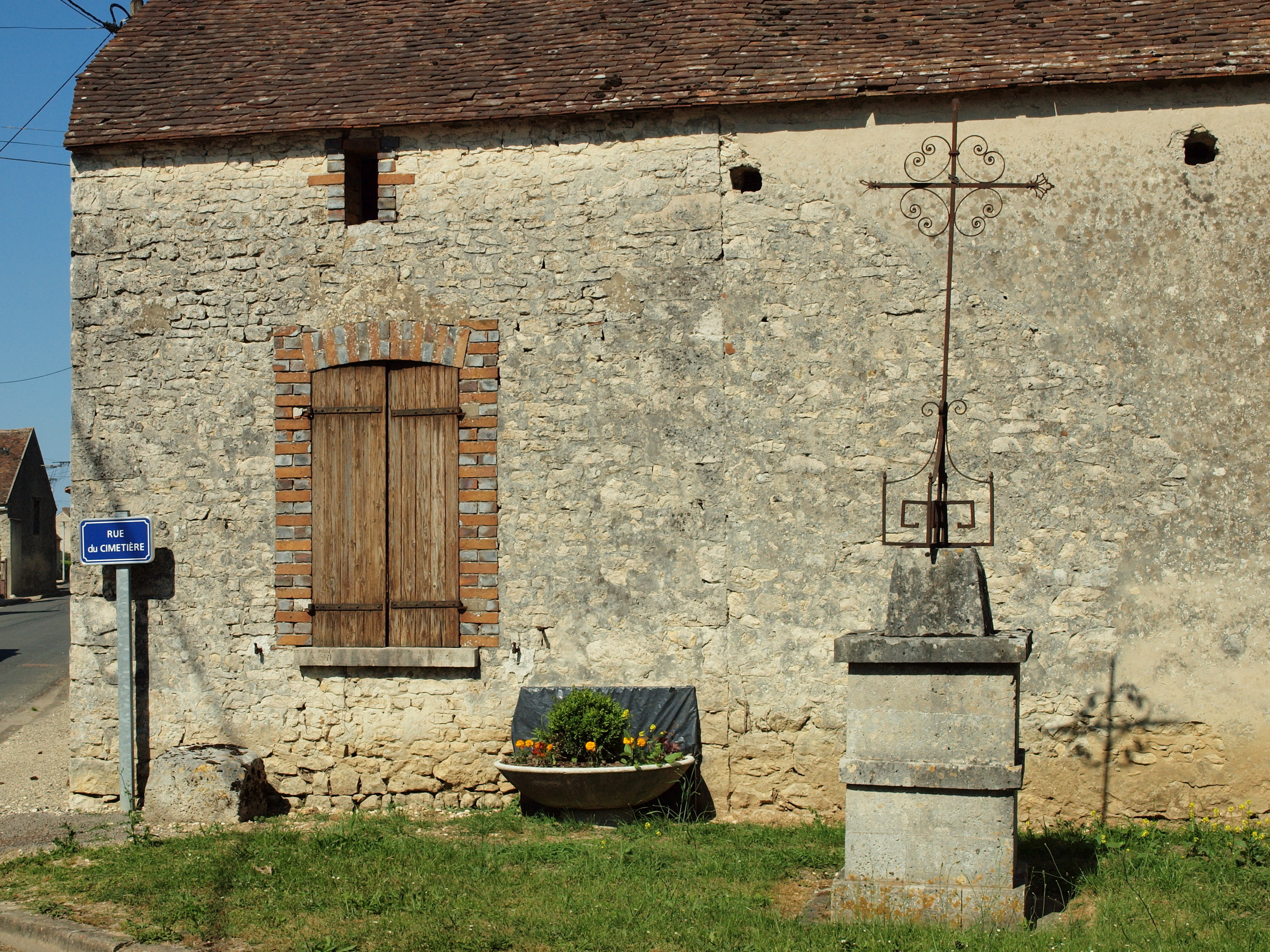
Flurkreuz bei der Rue du Cimetière

- Kriegerdenkmal
- Militärfriedhof
- Kirche Saint-Médard
- Flurkreuz bei der Rue du Cimetière